# Герб Макошиного
Герб Макошиного затверджений в 2013р. рішенням сесії селищної ради. Герб є промовистим.

## Опис герба
В лазуровому щиті жінка в золотому головному уборі з червоною облямівкою, з золотими прикрасами, в срібній сукні з червоними смугами, облямованими золотом, на рукавах і подолі, в золотом сарафані і туфлях, що тримає в руках червоний ріг з чорним орнаментом. Щит вписаний в золотий декоративний картуш і увінчаний золотою сільською короною.